# Area 51 (videogioco 2005)
Area 51 è un videogioco sparatutto in prima persona a tema fantascientifico, sviluppato da Midway Studio Austin e pubblicato da Midway Games per PlayStation 2, Xbox e Personal Computer. È stato pubblicato nel 2005 in America del Nord, Europa e Australia; nel 2006 ha debuttato nel mercato giapponese. Il 29 settembre 2008 è stato distribuito come freeware, sotto sponsorizzazione della United States Air Force.
Il titolo è vagamente ispirato all'omonimo light gun game per sala giochi, pubblicato nel 1995 da Atari Games. Tra i doppiatori originali annovera il cantautore Marilyn Manson e l'attore David Duchovny.
Nel 2007 è stato realizzato un sequel, slegato narrativamente, dal titolo BlackSite: Area 51, per PlayStation 3, Xbox 360 e Microsoft Windows.

## Trama
All'interno dell'Area 51, una delle basi più impenetrabili della storia americana, si scatena un'epidemia di carattere virale che dai sotterranei riesce a raggiungere in poco tempo i settori più vicini alla superficie. Non riuscendo a controllare la proliferazione del virus, il comando sigilla l'area e richiede l'intervento delle squadre HazMat, specializzate nell'affrontare rischi biologici, con la richiesta di isolare quella che è stata ufficialmente catalogata come una variante altamente evoluta dell'encefalopatia spongiforme trasmissibile. Tuttavia, della prima unità giunta sul luogo, la HazMat Delta, si perde ogni traccia poco dopo l'inizio dell'operazione nei piani inferiori della struttura. Sedici ore più tardi, la squadra Bravo viene inviata in missione con il compito di scoprire che ne è stato della Delta e completare le contromisure necessarie a porre fine alla minaccia. Quella che sembrava una normale operazione di pronto intervento si rivela ben presto in un incubo senza uscita, quando il protagonista Ethan Cole ed i suoi compagni di squadra si ritrovano faccia a faccia con gli orrori celati nelle profondità della base.

## Modalità di gioco

### Campagna
La modalità a giocatore singolo si articola in 18 capitoli, liberamente rigiocabili una volta sbloccati i rispettivi checkpoint. 

#### Personaggi principali e alleati
- Ethan Cole: protagonista del gioco, è lo specialista della squadra HazMat Bravo: biologo addestrato, esperto in minacce virali nonché eccellente soldato, vanta una mira infallibile e ottime abilità tattiche che l'hanno avvantaggiato durante la sua carriera nell'Esercito. Il compito primario di Cole durante l'operazione nell'Area 51 è quello di utilizzare lo scanner "QuickFix" per raccogliere informazioni e sviluppare rapidamente una contromisura per la minaccia virale. Da figlio pragmatico di un famoso medico e professore universitario, Cole non crede nelle teorie della cospirazione e nelle voci che circolano attorno alla struttura.
- Jack McCan: microbiologo e specialista in armi da combattimento della squadra Bravo, è caratterizzato dal suo amore per i libri. Si è laureato in biologia a Stanford e da orgoglioso figlio di un militare ha fatto carriera fino ad affermarsi come prestigioso sergente, rifiutando più volte di entrare nell'Accademia Ufficiali per rimanere sul campo.
- Anthony Ramirez: Capitano della HazMat Bravo, ha il compito di controllare i compagni e coordinarne gli spostamenti, ma è anche uno specialista in demolizioni. Ha alle spalle 14 anni di onorato servizio nell'Esercito degli Stati Uniti ed è stato messo a capo della squadra Bravo dopo essersi distinto al comando di un plotone delle forze di pronto intervento. Cole parla di come il capitano Ramirez sia riuscito a conquistare i suoi compagni dimostrando un rispetto costante, missione dopo missione.
- Mitch "Crispy" Chrisman: medico del team ed esperto in comunicazioni, si fa notare per le sue battute irriverenti anche nelle situazioni meno opportune. Proprio il suo carattere ha rischiato di farlo espellere due volte dall'accademia militare federale di West Point ed è riuscito ad ottenere il grado di Maresciallo Capo nella squadra Bravo nonostante abbia terminato a stento il corso propedeutico alla facoltà di medicina.
- Maggiore Douglas Bridges: inflessibile ufficiale delle Forze Speciali che comanda le truppe di pronto intervento del Dipartimento della Difesa. Se in una base sensibile si presenta un pericolo di natura virale che i militari non riescono a controllare, il Maggiore Bridges e i suoi plotoni scendono in campo per contenere la minaccia prendendo qualsiasi contromisura sia ritenuta necessaria.
- Dr. Winston Cray: anziano luminare della scienza al servizio dell'Air Force statunitense. Nel secondo dopoguerra, grazie alle brillanti capacità e all'autorevolezza dimostrate durante i primi anni di carriera, era stato assegnato al Progetto Paperclip per conto dell'OSS, nell'intento di reclutare scienziati tedeschi provenienti dalla Germania nazista. Tuttavia, nel 1947 è stato il primo scienziato a raggiungere il luogo dell'incidente di Roswell, diventato il principale gestore di tutte le ricerche sulle entità biologiche extraterrestri e sulla loro tecnologia, in qualità di emerito aggregato del Distaccamento 3 del Flight Test Centre, meglio noto come Area 51. All'interno di quest'ultima, il Dr. Cray ha contribuito in modo fondamentale alla fondazione e allo sviluppo di Dreamland, sezione della base istituita al fine di effettuare programmi di ricerca top secret su velivoli militari ed armi sperimentali, sfruttando le possibilità di retro-ingegneria offerte dall'acquisizione di tecnologia aliena. Al suo lavoro si devono molti dei risultati più importanti raggiunti nella struttura circa le armi biochimiche e l'ingegneria genetica. Il progetto più ambizioso dell'operato di Cray è lo sviluppo di un'arma biologica basata un agente mutageno di origine extraterrestre e soprannominata come "Theta", a cui lo scienziato ha dedicato interi decenni di sperimentazione insieme al suo più fidato collega, il dottor Frederic White. Ciò nonostante, tra i due è sorto nel corso del tempo un decisivo conflitto di interessi: sebbene, infatti, Cray sia rimasto fedele ai servizi segreti del governo statunitense, White si è avvicinato all'organizzazione elitaria degli Illuminati, che esercita il suo potere manipolando anche la politica interna americana. Per evitare che Theta venga utilizzato dagli Illuminati al fine di destabilizzare il panorama geopolitico in proprio favore, il Dr. Cray decide di liberare l'arma biologica Theta all'interno dell'Area 51, in modo tale che il mutageno si sprigioni in maniera inaspettata e incontrollata, così da rendere necessario un intervento esterno.
- "Edgar": un extraterrestre Grigio di enormi dimensioni, rinvenuto in fin di vita dai militari americani sul luogo dell'impatto dell'astronave a Roswell e trasferito nell'Area 51 per essere sottoposto a studi. Lì, il Grigio, rinominato "Edgar", è stato imprigionato all'interno di un contenitore che lo tiene in vita e al tempo stesso preleva il suo sangue per creare l'arma virale bramata dai Grigi. Edgar è un essere dotato di poteri straordinari e le sue peculiarità rimangono un mistero per gli scienziati terrestri, nonostante sia rimasto costantemente oggetto di studi ed esperimenti. Comunicando telepaticamente, riesce ad allertare e convincere il Dr. Cray sulle conseguenze devastanti che avrà il patto e lo sviluppo dell'arma virale.

#### Nemici
- Personale esposto al mutageno: molti impiegati dell'Area 51, tra ricercatori e militari, sono stati colti alla sprovvista dall'epidemia ed esposti ad una rapida ed estrema mutazione cellulare. Il mutageno ha colpito in poco tempo tutti gli organi e l'epidermide dei soggetti contagiati, oltre a causare una grave psicosi e rinforzare il loro sistema scheletrico e muscolare: ne consegue che gli infetti siano più potenti, resistenti ed agili rispetto ad un normale essere umano, nonché estremamente feroci, dotati inoltre di denti più forti, artigli ed uno spettro visivo superiore grazie allo sviluppo di un secondo nervo ottico. Gli occhi risultano luminescenti a causa della fosforescenza giallognola dello strato sclerale. Il fatto che il mutageno continui a moltiplicarsi sui soggetti deceduti, creando delle vere e proprie fabbriche virali, ha contribuito ad estendere velocemente il contagio in tutta l'area sotterranea della struttura. L'infezione è stata ufficialmente catalogata come una variante altamente evoluta della TSE (encefalopatia spongiforme trasmissibile), ma in verità si tratta dell'arma virale Theta IV sviluppata segretamente all'interno dei laboratori più riservati e rilasciata dal Dr. Cray per fare entrare la base in allarme, così da ostacolare gli Illuminati e i Grigi. Questi mutanti rappresentano la principale minaccia nelle prime fasi della trama e, considerando le categorie di lavoratori presenti nell'Area 51, si distinguono due tipologie:
  - Scienziati mutanti: ricercatori rimasti intrappolati nei sotterranei della base nel momento in cui il mutageno ha iniziato ad agire. Considerato l'alto numero di scienziati impiegati nella struttura, questa categoria di mutanti infesta la cosiddetta zona calda.
  - Forze di sicurezza mutanti: soldati addetti alla sicurezza colti alla sprovvista dall'epidemia virale, non avendo avuto il tempo di indossare maschere antigas o di attuare misure per scongiurare il contagio. Nonostante la psicosi causata dall'infezione, sembra che abbiano conservato facoltà sufficienti a utilizzare le armi da fuoco (sono spesso muniti di fucile d'assalto).
- Saltatori: infetti allo stadio finale della mutazione, che ha portato ad uno stato del tutto animalesco e alla perdita di qualsiasi sembianza umana, risultando più simili alla creatura Theta. Il Saltatore rappresenta ciò che Grigi ed Illuminati avevano in mente durante lo sviluppo di un'arma biologica che potesse sfruttare i corpi dei nemici come conduttori virali: l'avanzare del mutageno, infatti, ha rinforzato ulteriormente il sistema scheletrico e muscolare del soggetto ospite, rendendolo un predatore estremamente letale ed un efficiente contaminatore. Ricorre a tutti e quattro gli arti per muoversi e arrampicarsi velocemente e deve il suo soprannome alla capacità di effettuare grossi e precisi salti verso la preda. Inoltre, gli artigli sono ancora più resistenti di quelli degli altri mutanti e sono in grado di penetrare le armature, così da eliminare e contagiare più velocemente i bersagli.
- Acari mutanti: specie di acari, probabilmente xodes scapularis (acaro del cervo) o Rhipicephalus sanguineus (acaro del cane), sottoposti per fini bellici ad un esperimento col mutageno, che ha causato una notevole crescita ed un comportamento eccezionalmente aggressivo. Gli acari sono usciti dai laboratori in seguito al caos prodotto dall'epidemia virale scoppiata nell'Area 51.
- Black Ops: cloni soldato, frutto dei risultati ottenuti dalle ricerche sulla ricombinazione del DNA umano con quello alieno e creati per formare delle squadre operative al totale servizio degli Illuminati e dei Grigi. Hanno degli ottimi riflessi negli scontri a fuoco e sono programmati per non temere alcun pericolo, così da essere dei killer assolutamente affidabili. Generalmente sono equipaggiati con fucili d'assalto, da combattimento o di precisione; raramente utilizzano fucili automatici a mesoni, riservati alle unità più capaci.
- Red Ops (leader Black Ops): cloni sottoposti ad un addestramento tattico specializzato ed utilizzati per comandare le squadre di Black Ops ordinari. Sono distinguibili per la corazza rossa anziché nera e dispongono di un equipaggiamento potenziato, composto da fucili automatici a mesoni ed una tuta avanzata: quest'ultima è dotata di un dispositivo in grado di piegare la luce, attraverso una particolare tecnologia che forma un involucro disseminato di "trappole" fotografiche intorno al soldato, emettendo i fotoni come se la luce fosse passata direttamente attraverso. Questo maschera lo spettro visibile della luce e risulta un occultamento particolarmente efficace contro gli esseri umani.
- Organismi parassiti alieni: organismi microscopici mutati da una versione evoluta del bacillo Yersinia pestis (dalla massa di 2,1 g per 5 mole invece di 0,47 g), scoperta dalla deformazione di una placca polmonare durante gli esperimenti per lo sviluppo di armi bio-chimiche. Sebbene i rapporti dei ricercatori parlino di un discreto successo nell'introduzione di questa versione "robusta" di YP in varie classi di mammiferi Animalia Chordata, negli organismi microscopici il virus ha attaccato l'organismo ospite con crescite inaspettatamente rapide e mutazioni selvagge. Dopo l'iniezione di alghe Micrasterias truncata sono nate delle creature parassite dall'aspetto di grandi bolle, che dopo aver attaccato o essere state colpite si dividono semplicemente in versioni più piccole di se stesse. Il laboratorio iniziale ne è stato sopraffatto e non tutti gli esemplari sono stati fermati, rendendoli un pericolo ancora vagante nei meandri della struttura.
- Mr. White (Frederic White): brillante scienziato americano originariamente scelto dal governo degli Stati Uniti per lavorare ai test nucleari condotti nel Nevada Test Site. In seguito all'incidente di Roswell, è stato selezionato per il progetto di ricerca top secret sulla tecnologia aliena e, insieme a Winston Cray, ha fondato la struttura di Dreamland e ne ha diretto lo sviluppo. Nel corso del tempo, tuttavia, la psiche del dottor White ha subito un crollo dovuto alla tragica scomparsa della moglie, anch'essa ricercatrice, a causa di un incidente avvenuto nel corso di un esperimento nel perimetro di Groom Lake. I suoi crescenti deliri di onnipotenza l'hanno portato ad avvicinarsi alle ideologie di un'organizzazione segreta ed elitaria nota come Illuminati, che persegue l'obiettivo di influenzare il panorama geopolitico globale per preservare i loro interessi politici ed economici. White, ottenebrato dal suo egocentrismo, ha accettato di diventare il rappresentante degli Illuminati all'interno dell'Area 51 e di inserire tra i programmi di ricerca dei progetti commissionati dall'organizzazione, come lo sviluppo di tecnologie per monitorare la popolazione e manipolare gli eventi atmosferici, oltre alla concessione delle armi sperimentali ingegnerizzate all'interno della base: ciò l'ha portato a tradire il suo storico collega, il Dr. Cray, trafugando i risultati di quest'ultimo nelle armi biochimiche che l'organizzazione ambiva per poter destabilizzare le zone di conflitto del pianeta senza dover ricorrere a truppe o armi convenzionali. Le ricerche personali di Mr. White sono servite a perfezionare la clonazione umana e la ricombinazione genetica, con il risultato di essere riuscito a creare un esercito di soldati potenziati geneticamente e noti come Black Ops. Il suo narcisismo, inoltre, l'ha portato a generare diversi cloni di sé stesso per garantire che l'eredità del suo lavoro vada in mano all'unica persona che ritiene degna: una sua copia identica.

- Theta: gigantesca creatura concepita dai Grigi come avanzatissima arma biologica, con lo scopo di uccidere e contagiare col mutageno tutti i nemici basati su carbonio. La sua struttura interna è il risultato di una combinazione tra bio-ingegneria ed ingegneria nano-strutturale che ha prodotto, oltre che un'impressionante macchina omicida, un perfetto conduttore virale per estendere il contagio mutante il più rapidamente possibile sul campo di battaglia. Il DNA di Theta è basato parzialmente su quello del Tyrannosaurus Rex ed è stato concepito con 6 arti (due inferiori e quattro superiori, di cui due più piccoli) e 6 occhi, così da rendere più precise le sue capacità da predatore. Inoltre, è ricoperto di scaglie nella parte posteriore ed è reso ancor più resistente dallo scheletro in titanio che protegge la sua complessa rete di componenti interne. Il Theta è in grado di comunicare con i saltatori e di comandarli.
- Super Theta: prototipo di Theta potenziato da un'ulteriore modifica bioingegneristica, al fine di renderlo praticamente inarrestabile dalla tecnologia degli eserciti terrestri. Il Super Theta, infatti, ha una struttura fisica ancora più resistente e risulta vulnerabile solo alle armi basate sulla tecnologia mesonica, di origine aliena. Inoltre, mentre il Theta originale sfrutta solo gli artigli per attaccare il nemico, il Super Theta è stato dotato di un'arma a mesoni integrata nella struttura ossea del braccio.
- I Grigi: misteriosa razza aliena, così rinominata per il caratteristico colore grigiastro della pelle. Si presentano con un corpo di dimensioni ridotte, apparentemente privo di organi riproduttivi e composto da una grande scatola cranica, che dai pochi esperimenti che gli scienziati sono riusciti a condurre su soggetti deceduti è dovuta ad una massa cerebrale di quasi 3 volte più grande del cervello umano. Hanno degli occhi molto grandi, privi di pupille e muscoli oculari, con cornee che ricoprendo l'intera superficie consentono una vista periferica maggiore. La sviluppatissima capacità cerebrale gli permette di comunicare telepaticamente e teletrasportarsi, motivo per cui risulta quasi impossibile ucciderne uno.  È appurato che i Grigi abbiano studiato l'umanità per migliaia di anni, sfruttando la posizione strategica del pianeta Terra nella galassia, le risorse naturali e la vasta popolazione per condurre ricerche ed esperimenti. Inoltre, è noto che siano coinvolti in una millenaria guerra interstellare e che questo li abbia portati a stipulare un patto con l'organizzazione degli Illuminati, concedendogli una parte delle loro tecnologie in cambio di esseri umani e risorse per le loro ricerche. Alcuni risiedono nell'estrema profondità dell'Area 51, dove conducono test su umani rapiti e strumenti bellici sperimentali.

#### Armi
- Scanner "QuickFix" AN/PEQ-61: dispositivo palmare multifunzione indossabile, utilizzato dalle squadre HazMat in missioni speciali per analizzare, registrare e trasmettere rapidamente i dati sull'ambiente, riuscendo a campionare particelle aeree fino a 1012 parti per milione attraverso l'analizzatore di spettro e ad analizzare oltre 1.000.000 di sostanze note grazie al laser a supereterodina. Permette di analizzare i segreti nascosti nel gioco e visionarli nella banca dati, può anche essere utilizzato per analizzare i cadaveri e le sostanze presenti nell'atmosfera. È dotato di torcia.
- Pistola "Scorpion" M-11: pistola semiautomatica da 10 mm con mirino olografico. È dotata di torcia.
- Fucile d'assalto "Viper" XM-32: fucile automatico a fuoco selettivo da 6,8 mm dotato di penetratore potenziato ed ottica avanzata da combattimento con zoom da 1,5x. Infligge danni medi, ha una portata media ed una cadenza di fuoco elevata, risultando una delle armi più versatili dell'inventario. È dotato di torcia ed è possibile utilizzarne due contemporaneamente.
- Fucile da combattimento "Hammer" M-170: fucile a pallettoni calibro 12 con meccanismo semiautomatico e capacità di 10 colpi. Le munizioni sono dotate di micro-pallini secondari per massimizzare la rosa di fuoco ed è possibile sparare un colpo simultaneo da entrambe le canne, caratteristiche che rendono quest'arma particolarmente incisiva negli scontri ravvicinati, compensando la bassa portata e la scarsa precisione. È dotato di torcia ed è possibile utilizzarne due contemporaneamente.
- Fucile di precisione "Wraith" SR-125: fucile da cecchino semiautomatico da 7,2 mm dotato di ottiche di precisione avanzate, rispettivamente da 2x e 10x, con stabilizzatore d'immagine e mirino laser integrato. Infligge danni elevati. Non è dotato di torcia.
- BBG: arma automatica alimentata da particelle mesoniche a carica elevata, che aderiscono alle superfici organiche e rimbalzano su ogni altro materiale. Spara raffiche di tre impulsi di particelle, si ricarica autonomamente ed ha portata e precisione elevate, risultando particolarmente efficace in tutte le situazioni. È dotata di un particolare mirino intelligente denominato "raggio LIDAR", che prevede e proietta il percorso delle particelle mesoniche e modifica la frequenza quando punta un bersaglio organico, tuttavia l'utilizzo di questa funzione sfrutta il caricatore.
- Cannone mesonico: potentissima e rara arma di origine aliena basata su un rapporto antiquark sbilanciato e caricata da un impulso di particelle mesoniche instabili. Una volta sparato il colpo, l'impulso di particelle colpisce tutti i bersagli organici nelle vicinanze.
- Granata a frammentazione HEPD M-25: bomba a frammentazione HEDP (High-Explosive, Dual-Purpose) con meccanismo esplosivo RDX stabilizzato. È dotata di spoletta a percussione ed è possibile ritardare di 2 secondi il lancio.
- Granata JB (Jumpin' Bean) XM-197: granata sperimentale a portata elevata, in grado di infliggere danni elevati tramite un'implosione al plasma di gravitoni ad alto potenziale. Se il giocatore attiva la modalità "esperto", la JB volta direttamente lungo la linea di visuale per un profilo d'attacco ottimale.

### Multiplayer
La modalità multigiocatore consiste in un deathmatch che ricalca i classici FPS arena, in cui i giocatori raccolgono armi, munizioni e power-up in giro per la mappa al fine di avere la meglio sugli avversari. È possibile effettuare le partite sia offline, a schermo condiviso per un massimo di quattro giocatori, che online, con un numero di partecipanti che sale a sedici. 

## Sviluppo
Il titolo è stato il primo videogioco firmato da Midway Studios Austin, sede di Midway Games nata nel 2004 in seguito all'annessione di Inevitable Entertainment, piccola software house texana già al lavoro su Area 51. Circa la metà dei quasi 3 anni di lavori necessari a completare il gioco sono stati spesi per lo sviluppo da zero di un engine proprietario noto come Entropy. 
Il target primario del team è stato quello delle console casalinghe e in modo particolare la PlayStation 2, dove il genere FPS risultava scarsamente rappresentato. Una delle sfide raggiunte dalla casa di sviluppo, come rivelato dal lead engineer Darrin Stewart in un'intervista per IGN, è stata quella di sfruttare le risorse dell'hardware ormai obsoleto della console Sony in modo tale da garantire una grafica di primo livello e delle performance stabili anche su una piattaforma che non vantava specifiche aggiornate. Alla luce delle ottimizzazioni effettuate, Area 51 è stato giudicato come uno degli sparatutto in prima persona disponibili per PS2 con il miglior comparto tecnico. Inoltre, il sound design è stato progettato fin da subito per sfruttare il Dolby Pro Logic II della PlayStation, al fine di creare ambienti di gioco più immersivi grazie alla maggiore spazialità sonora garantita da tale tecnologia.
Un altro obiettivo del team di sviluppo era quello di sfruttare i servizi di PS2Online (predecessore del PlayStation Network) e Xbox Live per portare sulle console la classica esperienza multiplayer da FPS Arena, sdoganata da tempo su Personal Computer. 
I modelli dei personaggi non-umani sono stati commissionati allo Stan Winston Studio, che ha realizzato i render sulla base degli schizzi inviati dallo software house di Austin.

## Accoglienza
Le versioni console del titolo hanno raccolto delle recensioni generalmente positive, con una media di voti su Metacritic pari a 72/100 per la versione Xbox e a 75/100 per quella PlayStation 2. Quest'ultima ha ottenuto particolari elogi dalle principali testate giornalistiche, venendo acclamata come una delle migliori incarnazioni del genere FPS per tale piattaforma. IGN e Eurogamer, tra le altre, hanno evidenziato come Area 51 rappresentasse uno dei titoli che più spingeva al limite l'hardware ormai obsoleto della console Sony. La versione PC, al contrario, è stata accolta senza entusiasmo, con una media di voti che scende a 67/100. 

## Doppiaggio
Di seguito sono riportati i doppiatori che hanno prestato la voce ai principali personaggi del videogioco:
| Personaggio              | Doppiatore originale | Doppiatore italiano  |
| ------------------------ | -------------------- | -------------------- |
| Ethan Cole               | David Duchovny       | Federico Danti       |
| Maggiore Douglas Bridges | Powers Boothe        | Pietro Ubaldi        |
| Edgar il Grigio          | Marilyn Manson       | Luca Sandri          |
| Dottor Winston Cray      | Ian Abercrombie      | Riccardo Rovatti     |
| Frederick White          | Phil Proctor         | Gianni Gaude         |
| Michel "Crispy" Chrisman | Josh Keaton          | Massimo Di Benedetto |
| Capitano Anthony Ramirez | Marco Rodríguez      | Alberto Olivero      |
| Jack McCann              | Nolan North          | ?                    |
| Tenente Peter Chew       | Beng Spies           | ?                    |
| Marco Ferri              | Sean Donnellan       | Marco Balzarotti     |
| Victor 5                 | ?                    | Marco Balbi          |

## Adattamento cinematografico
La Paramount Pictures acquistò i diritti cinematografici del videogioco nel 2004 con l'intenzione di produrne una trasposizione per il grande schermo, incaricando Dean Georgaris della sceneggiatura; il fumettista Grant Morrison fu incaricato di riscriverla nel marzo 2007 Il film del 2009 con lo stesso nome non è correlato alla produzione per la quale ha collaborato Morrison. 